# Massacre de Korat
O Massacre de Korat refere-se a um incidente acontecido na cidade de Korat, também conhecida como Nakhon Ratchasima, na Tailândia, entre os dias 08 e 09 de fevereiro de 2020, quando um atirador, o soldado Jakrapanth Thomma, matou 29 pessoas. Thomma também acabou morto no último dia, pelas forças antiterrorismo do Departamento de Polícia Metropolitana.
O incidente acabou com 30 mortos e 57 feridos (número divulgado no dia 14 de fevereiro, mas que pode mudar devido a algumas vítimas estarem no hospital em estado grave).

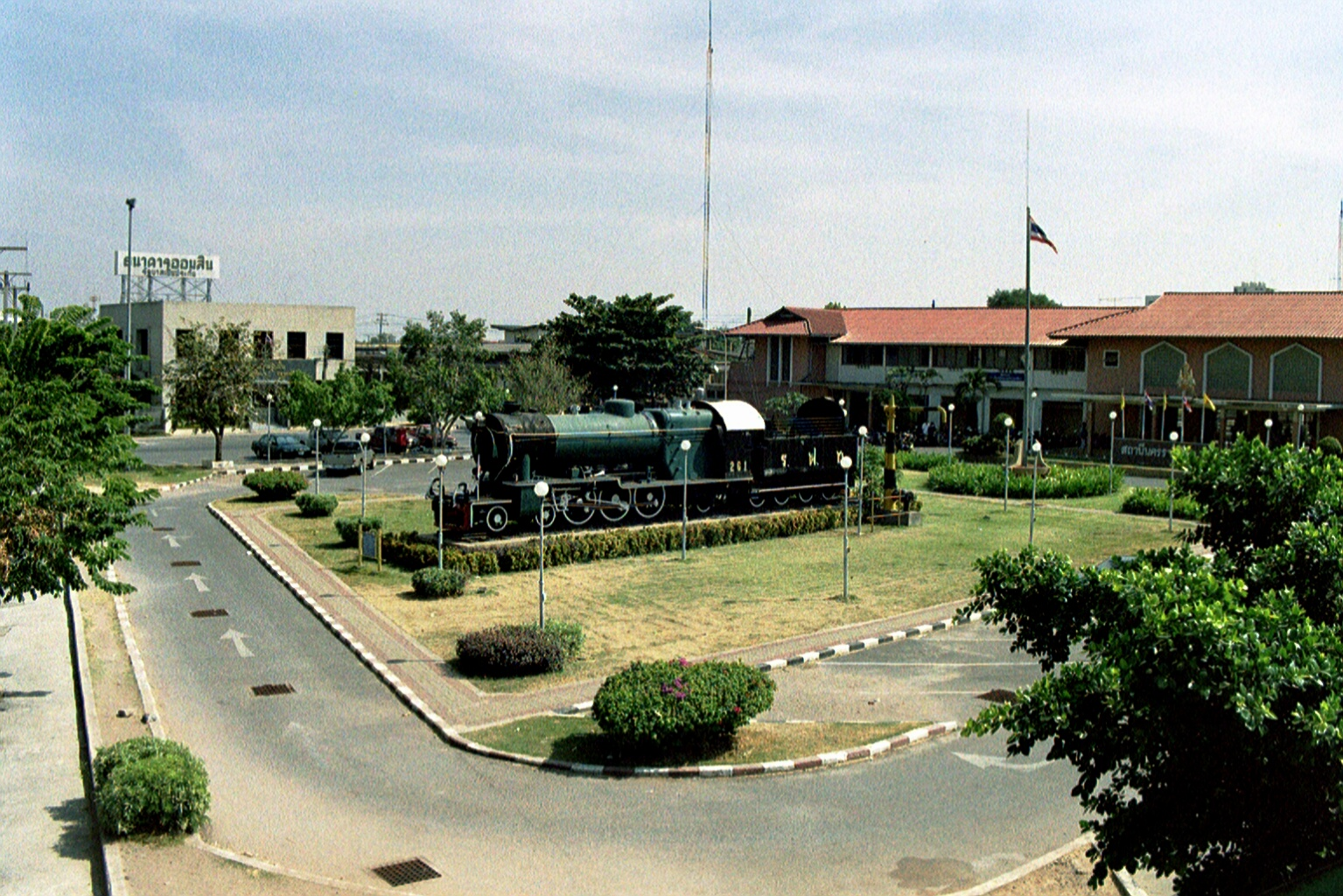
Imagem da estação de trem de Korat, cidade que foi palco do massacre

Nota: artigo em construção

## O incidente

### Cronologia
- sábado, manhã de 08 de fevereiro: Jakrapanth Thomma faz uma postagem em seu Facebook com a mensagem “a morte é inevitável para todos” junto à foto de uma mão segurando uma arma;
- meio da tarde de 08 de fevereiro: pelas 15 horas no horário local, Thomma mata seu comandante e a sogra deste na base militar onde servia, Suatham Phithak Military Camp. Neste local, ele também atira contra outros soldados e rouba munição e algumas armas, incluindo um fuzil HK33. Após matar as primeiras pessoas, ele pega um carro e dirige até o shopping Terminal 21;[2]
- final da tarde de 08 de fevereiro: pelas 18 horas, Thomma chega ao shopping Terminal 21, onde faz disparos contra pedestres e automóveis. Depois ele entra no prédio, onde continua a atirar. As primeiras informações são de que há 17 mortos e o porta-voz do Ministério da Defesa, Kongcheep Tantrawanit, diz que "não sabemos porque ele fez isto. Parece que ele enlouqueceu". Nove pessoas foram mortas fora do shopping e Thomma fez postagens de vídeos e fotos em seu Facebook, com imagens do massacre. A conta foi depois desativada;[3][4]
- noite de 08 de fevereiro: as forças policiais tomam o shopping por volta das 20 horas, evacuando várias pessoas. Muitas delas, no entanto, continuaram no prédio, escondidas em banheiros e debaixo de mesas. A mãe de Thomma é levada pela polícia até o local para pedir que o atirador se renda. Pouco antes da meia-noite, o vice-primeiro-ministro Anutin Charnverakul confirma que o número de mortos subiu para 20. Ele diz que 16 pessoas morreram no local, enquanto outras quatro morreram no hospital;[2]

- domingo, manhã de 02 de fevereiro: pelas 9 horas da manhã de domingo, no horário local, Thomma é morto pela polícia após passar a noite e a madrugada refugiado no shopping, atirando, enquanto ambulâncias chegam ao local para levar os feridos para hospitais.[5][6]

### Motivação
O assassino teria agido como resultado de uma dívida por uma disputa imobiliária.

### Vitimas
30 mortos, incluindo o atirador, e 57 pessoas feridas, algumas em estado grave.

#### Os mortos*
Vítimas no quartel: Anantharot Krasae, comandante; Anong Mitchan, 62, sogra do comandante;
Vítimas no shopping: Narissara Chotklang, farmacêutica, 52 anos; engenheiro, 25 anos;
Vítimas das forças policiais: Petcharat Kamchadpai, sargento-policial antiterrorismo do Departamento de Polícia Metropolitana, 35; Trakul Tha-asa, capitão-policial antiterrorismo do Departamento de Polícia Metropolitana, 35;
O atirador: Jakrapanth Thomma, 32, morto durante confronto com policiais antiterrorismo;
*Nota: informações ainda sendo pesquisadas.